# Sexy-plexi
Sexy-plexi – dwudziesty piąty singel zespołu Lady Pank, został wydany na płycie CD. Singel ten promował studyjną płytę zespołu zatytułowaną Teraz. Muzyka została skomponowana przez Jana Borysewicza, a autorem tekstu jest Andrzej Mogielnicki. Do utworu powstał animowany teledysk.

## Skład zespołu
- Jan Borysewicz – gitara solowa
- Janusz Panasewicz – śpiew
- Kuba Jabłoński – perkusja
- Krzysztof Kieliszkiewicz – bas

gościnnie:
- Wojtek Olszak – klawisze
- Mariusz „Georgia” Pieczara – drugi wokal
- Michał Sitarski – gitara